# Ermita de Santa Bárbara (Riodeva)
La ermita de Santa Bárbara es un santuario católico situado en término municipal de Riodeva, provincia de Teruel (Comunidad Autónoma de Aragón, España).
Construcción tradicional del siglo XIX, se halla en el cerro de su nombre, al noroeste de la población.

## Historia
Existen pocos datos referentes a los orígenes de esta ermita, Pascual Madoz (1849) no la reseña al decir de Riodeva, quizá porque no existía todavía. Tampoco la recoge Zapater Gil (1986), aunque resulta evidente que en su tiempo ya estaba construida.
A tenor de las características de su fábrica, basada en la típica construcción vernacular, sin otros elementos arquitectónicos, estructurales o decorativos que la identifiquen, los orígenes de la ermita cabe situarlos en la segunda mitad del siglo XIX.

## Ubicación y descripción
Se halla en el cerro de su nombre, promontorio situado al noroeste de la población desde el que se divisa gran parte del término de Riodeva en los cuatro puntos cardinales: al noroeste la Sierra de Albarracín, al sureste la Sierra de Tortajada, al este las estribaciones de la Sierra de Javalambre y al suroeste la Sierra de Santerón y Montes Universales. 
Para subir hasta la ermita hay que seguir una pista de tierra que zigzaguea por la ladera del monte: «En cierto punto el camino hace una fuerte curva hacia la derecha, abrazando un enorme montón de piedras de distinto tamaño, en cuya parte central y más elevada luce una cruz metálica, desde aquí el camino continúa recto hasta la ermita. Poco más arriba del crucero ya se ve el ermitorio en la cima del cerro...».
El edificio posee planta rectangular, orientado de norte (cabecera) a sur (pies), los muros son de mampostería ordinaria, con sillarejo en las esquina y cobertura a dos aguas. Al exterior, carece de cruz, espadaña u otro elemento que la señale como ermita. La entrada se abre en el muro oriental, dando paso a un amplio zaguán o atrio adintelado (piso cementado, poyo corrido en dos de sus lados, cobertura tipo artesonado de madera), compartiendo el mismo tejado que el resto de la ermita. De hecho la ermita está dividida en dos piezas: el atrio cubierto que ocupa la parte posterior y otra anterior, propiamente la capilla.

«El piso de la capilla está cementado, un poyo corrido discurre a ambos lados, el techo enlucido, con el presbiterio al fondo, un escalón por encima del piso, con altar de obra adosado. Sobre el altar un sencillo retablo neoclásico de obra enmarca una hornacina rectangular con el fondo pintado de azul, que da cobijo a una sencilla imagen de santa Bárbara con sus atributos: torreón y palma de martirio. El recinto está iluminado por una arpillera abierta en el lado de la epístola. El altar se halla profusamente adornado con ramos de flores, y velas en el escalón del presbiterio. El lugar resulta muy sencillo, sobrio, limpio, muy cuidado...».
Riodeva, pueblo de Teruel, Alfredo Sánchez Garzón

## Culto y tradición: Romería de Santa Bárbara
En Riodeva, santa Bárbara se celebra el día de su onomástica, pero a la ermita se sube en romería en mayo, para la bendición de los términos. Durante el trayecto, próximo a la cima del cerro donde se halla la ermita, puede verse un crucero formado por un montón de piedras de distinto tamaño con una cruz de hierro en el centro: según la tradición, los que suben en romería cogen una piedra del camino y la echan al montón, costumbre similar a la que puede verse en la Cruz de Hierro (León) -en el punto más elevado del Camino de Santiago Francés (entre la Maragatería y El Bierzo)-.
Los responsables de organizar la fiesta (limpiar la ermita, preparar el convite...) son las «mayordomesas», mujeres que se prestan a esta función por promesa o devoción. Su elección tiene lugar el Domingo de Resurrección, tras la Procesión del Encuentro. Su mandato dura todo el año, entre otras funciones tienen la de acompañar con velones a las imágenes en la festividad de santa Bárbara (4 de diciembre), en la Purísmia (8 de diciembre), por san Lorenzo (10 de agosto) y en la citada Procesión del Encuentro, momento en que tras las últimas reverencias con los estandartes levantan el velo de la Virgen Dolorosa. Por Pascua reparten también el pan bendito...
Hipotéticamente, el término «mayordomesa» procedería de «mayordomo», que era el administrador de las antiguas cofradías medievales, asociaciones o hermandades de ayuda mutua en el trance de la enfermedad y la muerte.
Tras la celebración religiosa en la ermita –y concluido el convite de pastas y bebidas ofrecido por las «mayordomesas»- los asistentes a la romería suelen bajar hasta la partida denominada «Pino descansadero»: zona de recreo con mesas, bancos y asadores para comer y relajase. En otro tiempo, cuando las caballerías eran el modo habitual de locomoción, los vecinos aprovechaban para hacer carreras con los animales.